# Bulbophyllum nigripetalum
Bulbophyllum nigripetalum är en orkidéart som beskrevs av Robert Allen Rolfe. Bulbophyllum nigripetalum ingår i släktet Bulbophyllum och familjen orkidéer. Inga underarter finns listade i Catalogue of Life.